# Acestrorhynchus
Acestrorhynchus är ett släkte av fiskar som är ensam i familjen Acestrorhynchidae.
Enligt en annan källa ingår även släktena Gilbertolus, Gnathocharax, Heterocharax, Hoplocharax, Lonchogenys och Roestes i familjen Acestrorhynchidae.
Släktets arter har en långsträckt kropp och de liknar så i viss mån en gädda. Kroppen är täckt av ganska små fjäll. Varje tand liknar en kon i formen men tändernas storlek varierar. Dessa fiskar är vanligen 3,5 till 40 cm långa. De förekommer i Sydamerika i vattendrag och insjöar med sötvatten. De största exemplaren hittas i Amazonfloden och i floden Orinoco. Några arter når i syd delstaten Paraná i Brasilien samt Paraguay. Släktets medlemmar jagar främst andra fiskar. Fiske på de stora arterna har ingen större ekonomisk betydelse. Arterna Acestrorhynchus minimus och Acestrorhynchus nasutus förekommer sällsynt som akvariefiskar.
Arter enligt Catalogue of Life:
- Acestrorhynchus abbreviatus
- Acestrorhynchus altus
- Acestrorhynchus britskii
- Acestrorhynchus falcatus
- Acestrorhynchus falcirostris
- Acestrorhynchus grandoculis
- Acestrorhynchus heterolepis
- Acestrorhynchus isalineae
- Acestrorhynchus lacustris
- Acestrorhynchus maculipinna
- Acestrorhynchus microlepis
- Acestrorhynchus minimus
- Acestrorhynchus nasutus
- Acestrorhynchus pantaneiro

## Bildgalleri

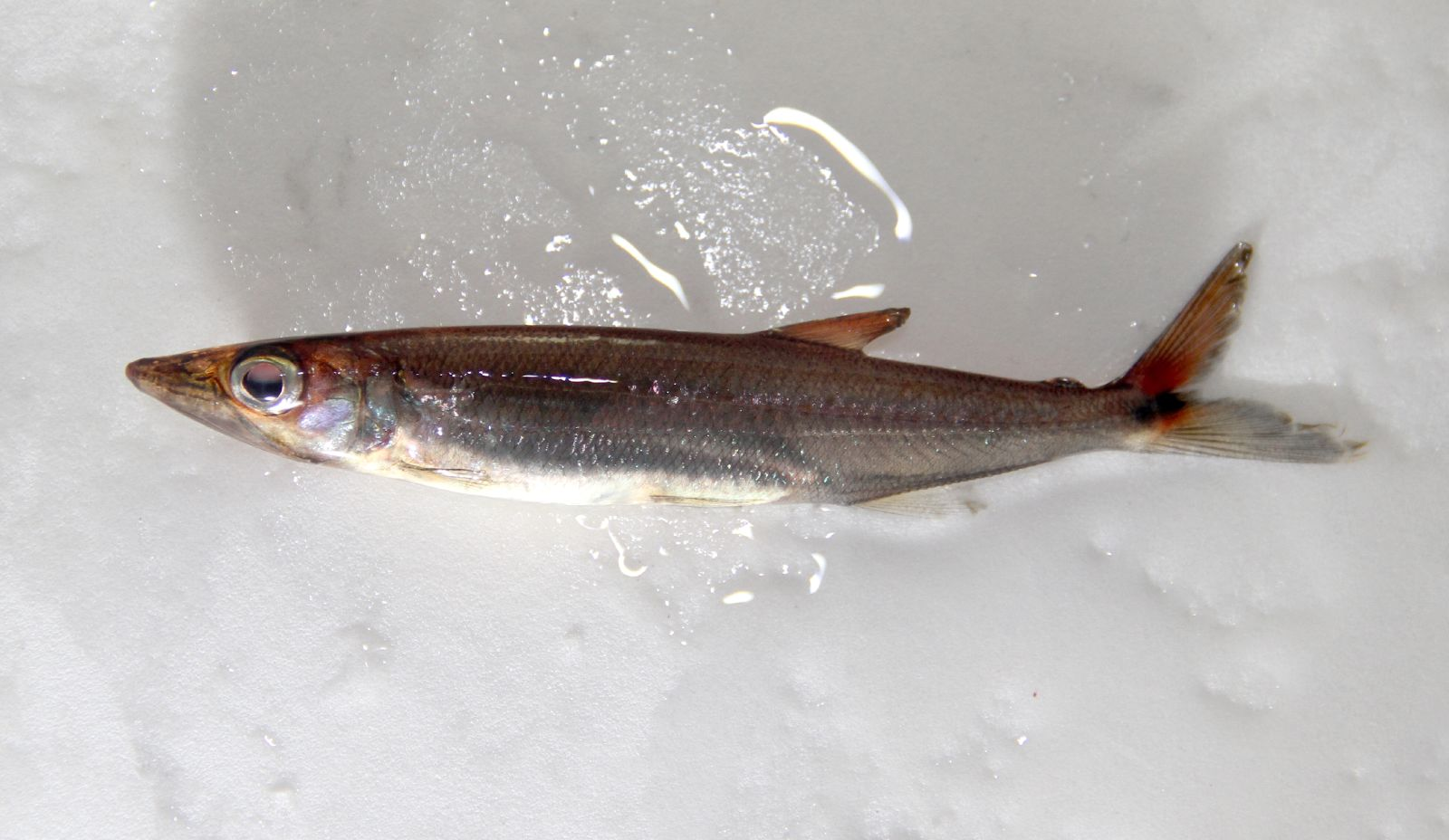
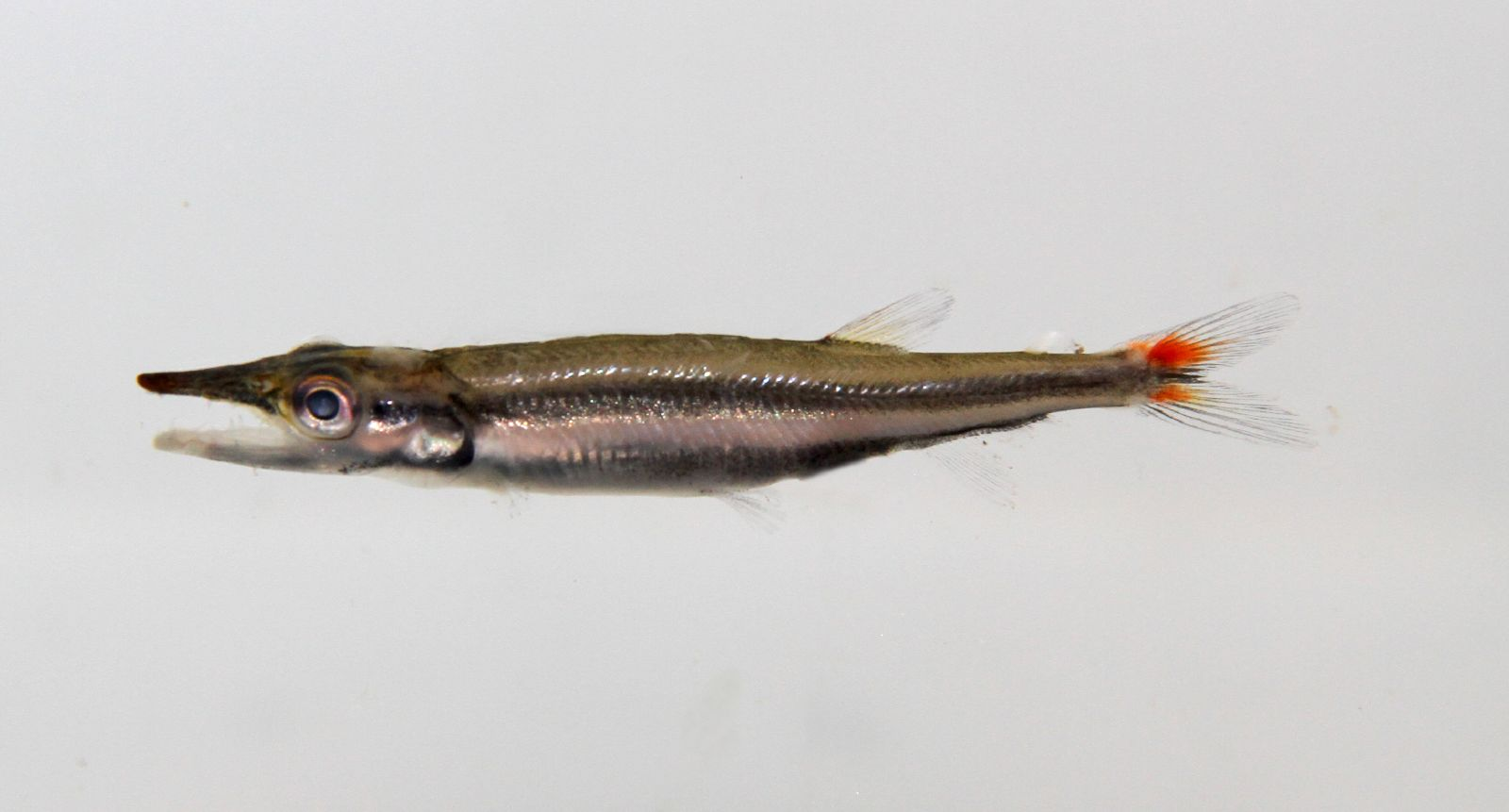